# 广州公交759路
广州公交759路和广州公交夜114路是由广州市新福利巴士服务有限公司运营的两条公交路线，后者为前者的夜班公交形式。

## 759路
759路于2012年6月20日开通，开通当时的走向为地铁江夏站—黄鹤路（市残运中心），属于城乡结合部公交线路，行经江夏北一路、江夏东一路、鹤泰路、106国道和鹤龙一路，服务时间为 6:15 - 22:30，除 7:00 - 9:00 和 17:00 - 19:00 间不大于15分钟一班外，其他时段不大于20分钟一班。
2016年12月4日起，759路调整为南悦花苑总站環線，行经兵房街、广花一路、云城东路、云城中二路、云城西路、齐富路和机场路，服务时间及发班密度不变。
2018年10月13日起，759路微调走线至今，增加行经齐心路和云城西隧道，相应增加停靠体育花园站、地铁白云公园站和云城西路（云城南四路口）站。

## 夜114路
759路的夜班公交形式——夜114路于2020年11月20日开通，为惠民夜间保障线路，开通当时的走向大部分与759路保持一致，并接驳地铁白云文化广场站，满足南悦花苑居民的夜間出行需要；此后受施工影响，自2022年8月28日起，线路临时取消停靠鹤南站（北行）。